# المؤسسة العامة للخطوط الحديدية
المؤسسة العامة للخطوط الحديدية هي مؤسسة حكومية سعودية سابقة، كانت مسؤولة عن قطاع النقل بالسكة الحديدية في السعودية وتعرف أيضاً باسم (SRO) اختصاراً لـ (Saudi Railways Organization) ومقرها مدينة الدمام، استقلت بذاتها لتخدم كافة المواطنين عام 1966. بحسب تقرير التنافسية العالمي 2019 تقدمت المملكة 24 مركزا عن العام السابق في كفاءة خدمات القطارات. في 16 فبراير 2021 قرر مجلس الوزراء إلغاء المؤسسة العامة للخطوط الحديدية، وذلك اعتباراً من تاريخ 1 أبريل 2021 م، على أن تحل الشركة السعودية للخطوط الحديدية (سار) محلها.

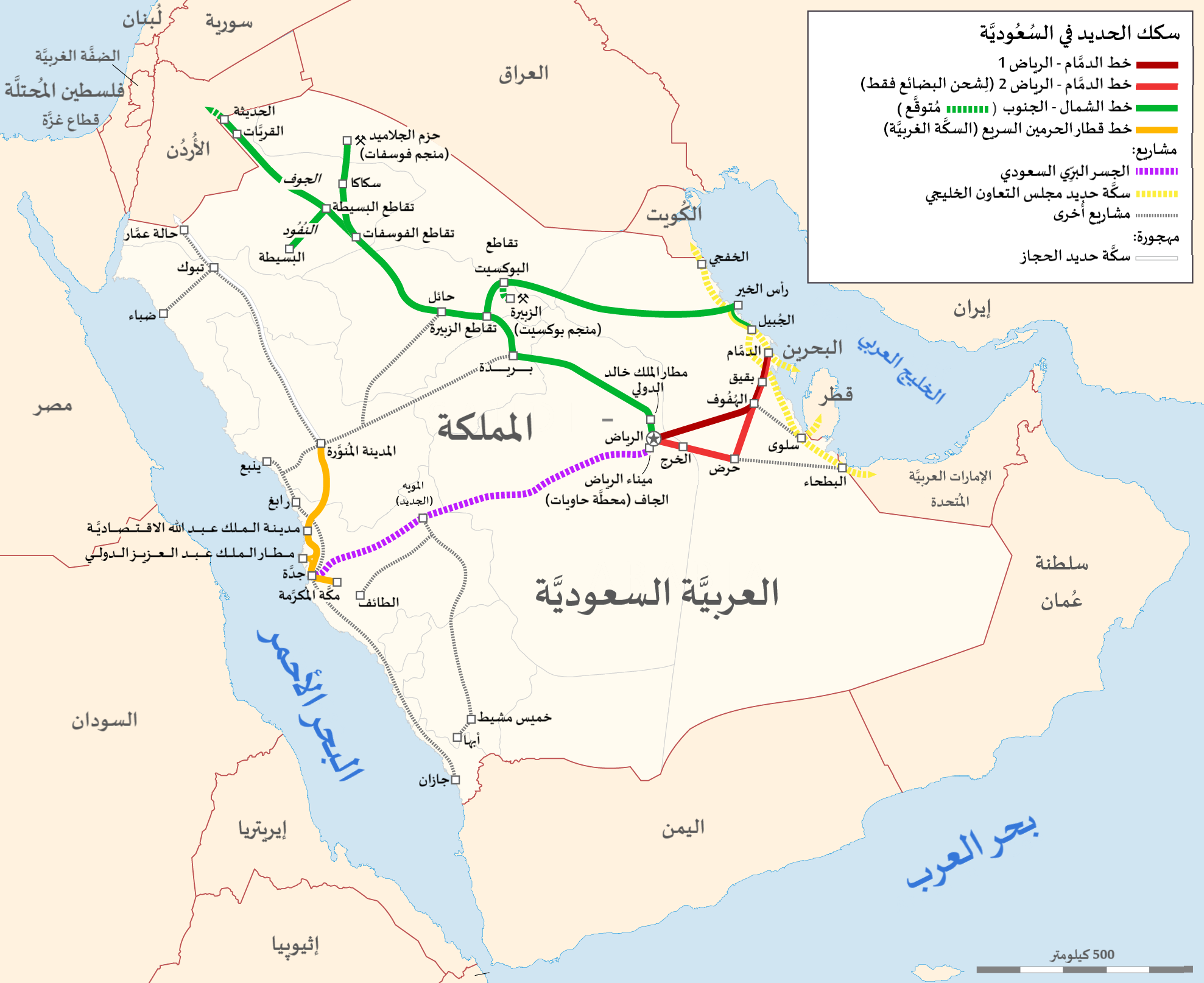
خريطة لشبكة خطوط سكة الحديد السعودية

## أهداف المؤسسة
الرؤية: شبكة خطوط حديدية متطورة على مستوى المملكة، مرتبطة دولياً، تقدم بسواعد وطنية خدمات متميزة، بكفاءة عالية، وفق أسس اقتصادية تحقق فوائد النقل السككي للاقتصاد الوطني.
الرسالة: في بيئة عمل تشجع على العطاء وتحقق تطلعاتنا، نعمل معاً بإخلاص وانتماء لتقديم خدمة مميزة ولتطوير مستمر في الأداء. نجاحنا يعزز قيمة المؤسسة، ويبرز مزايا الخطوط الحديدية، ويسهم في انتشارها على مستوى المملكة.
القيمة: الانتماء – الإتقان – الأمانة – الجماعية – تحمل المسؤولية – الجدارة – تطوير الذات – الاتصال – الابتكار- المبادرة.

## عن المؤسسة ونشأتها
انطلقت فكرة إنشاء سكة الحديد بالمملكة في منتصف الستينيات الهجرية (الأربعينيات الميلادية)، عندما برزت الحاجة إلى إنشاء ميناء تجاري على ساحل الخليج لنقل البضائع المستوردة عن طريقه إلى مستودعات شركة أرامكو، اشتملت الفكرة التي تقدمت بها شركة أرامكو لإنشاء خط للسكة الحديد من الدمام إلى الرياض على إنشاء ميناء تجاري كبير أيضًا يمكنه استقبال السفن الضخمة التي تنقل مستلزمات أعمال صناعة النفط ومعداتها، فضلاً عما سيكون لهذا الميناء من فوائد جمة للاقتصاد الوطني.
وعندما عُرض الأمر على الملك عبد العزيز آل سعود، أمر بتنفيذ المشروع كاملاً ليصل إلى العاصمة الرياض. وتم بالفعل البدء في تنفـيذ المشروع 21 أكتوبر 1947، وفي 30 أكتوبر 1951 أقيم احتفال رسمي بافتتاح الخط في الرياض بحضور الملك عبد العزيز. وظلت السكة الحديد تعمل تحت إشراف شركة أرامكو لفترة من الزمن، ثم ارتبطت بوزارة المالية وسميت مصلحة السكة الحديد. وفي 13 مايو 1966 صدر مرسوم ملكي كريم بالموافقة على النظام التأسيسي للمؤسسة العامة للخطوط الحديدية، وبمقتضاه تم تحويل السكة الحديد إلى مؤسسة عامة لها شخصية اعتبارية، يديرها مجلس إدارة، ويرسم سياساتها العامة وفقاً لأسس تجارية.

### إنشاء ميناء الرياض الجاف
لاحظت المؤسسة أن جزءً كبيرًا من البضائع الواردة عن طريق ميناء الملك عبد العزيز بالدمام تخص موردين من منطقة الرياض أو ما جاورها. وعندما زادت واردات الميناء بالدمام بكميات كبيرة جداً بعد عام 1975، أصبحت الطرق بين الدمام والرياض تعاني من أزمة ازدحامٍ شديد، وهنا برزت فكرة إنشاء الميناء الجاف بالرياض ليساهم القطار في تخفيف أزمة الازدحام عن طريق تمكين مستوردي البضائع في منطقة الرياض من نقل بضائعهم على القطار مباشرة إلى الرياض حيث يتم تخليصها جمركيًا وتسليمها لهم فيه.
تم افتتاح الميناء الجاف بالرياض في 24 مايو 1981، وقد شهدت أعداد الحاويات الواردة إلى الرياض عن طريق الميناء الجاف زيادات كبيرة مطردة، وزاد الإقبال على الخدمات التي يقدمها الميناء الجاف نتيجة لما لمسه العملاء من حسن الخدمة ومناسبة تكلفتها وسرعة أدائها وسهولة إجراءاتها. إذ تضاعف حجم النقل عدة مرات منذ بدء تشغيل الميناء الجاف حيث بلغ عام 198121000 حاوية نمطية بالاتجاهين.

## الهيكل التنظيمي
يشرف على أعمال المؤسسة العامة للخطوط الحديدية مجلس إدارة يرأسه وزير النقل؛ الدكتور نبيل بن محمد العامودي، ويضم في عضويته كلاً من:
- الدكتور/ رميح بن محمد الرميح الرئيس العام.
- الدكتور/ محمد بن حمد الفهد المستشار والمشرف العام على الإدارة العامة للشؤون القانونية بوزارة الطاقة والصناعة والثروة المعدنية
- الأستاذ/ عبد الله بن مقحم المقحم مدير عام الإدارة القانونية بمصلحة الجمارك.
- المهندس / صالح بن إبراهيم الرشيد مدير عام الهيئة السعودية للمدن الصناعية ومناطق التقنية (مدن).
- الأستاذ/ عبد الله بن حمد العمار(ممثلاً عن القطاع الخاص) رئيس مجموعات شركات اليمامة للمقاولات.
- الأستاذ/ محمد بن عمران العمران (ممثلاً عن القطاع الخاص) مدير عام شركة عمران العمران المحدودة.

وتتلخص اختصاصات مجلس إدارة المؤسسة في إصدار القرارات واللوائح الداخلية المنظمة للأعمال الإدارية والمالية والفنية، واقتراح مشروعات اللوائح المتعلقة بالموظفين، والموافقة على مشروع الميزانية، والمصادقة على مشروع الحساب الختامي، والموافقة على التعرفة المتعلقة بنقل البضائع والركاب وبالخدمات الأخرى التي تمارسها المؤسسة.

## خدمات المؤسسة
تتلخص الخدمات التي تقدمها المؤسسة في:
- نقل الركاب بين مدينتي الرياض والدمام، مروراً بمدينة الأحساء وبقيق.
- نقل المشحونات بين الرياض والدمام، مرورًا بالخرج والأحساء وبقيق وحرض والتوضيحية.

وتعد محطات الركاب الثلاث الرئيسة التي تم بناؤها في عام 1401هـ، الموافق لعام 1981م، في كلٍ من الرياض والدمام والاحساء، من أهم مرافق المؤسسة ومن أضخم المشروعات التي نفذتها حتى الآن، حيث أنها تمثل نقلة نوعية لخدمات الركاب لأنها تحتوي على العديد من الخدمات والمرافق كقاعات الركاب، ومكاتب البريد، ومكاتب خدمات الاستعلام، والمطاعم، ومواقف السيارات، وسكن الملاحين وغيرها. كما أنها تعد من المعالم الحضارية في المدن التي تقع فيها وذلك لجمال تصميمها المستوحى من مزيج من العمارة الإسلامية والعمارة التقليدية في وسط وشرق الجزيرة العربية، بالإضافة إلى هذه المحطات الثلاث، هناك محطات فرعية في بقيق للركاب، وفي حرض والتوضيحية والخرج لقطار شحن البضائع. وتشمل مرافق المؤسسة كذلك الميناء الجاف في الرياض.

## مزايا النقل عبر سكة الحديد
يتميز النقل بالسكك الحديدية بمزايا تجعله يتفوق على غيره من وسائل النقل الأخرى كخيار لنقل الركاب أو البضائع، ومن هذه المزايا:
- الأمان والسلامة، إذ أن معدلات حوادث القطارات والوفيات أو الإصابات الناجمة عنها أقل بكثير من تلك المترتبة على حوادث السيارات مثلاً.
- السرعة، فمعدل الوقت الذي يحتاجه القطار لنقل ركاب أو بضائع من محطة إلى أخرى بات منافساً جداً مع وسائل النقل الأخرى، ويجري تحسينه باستمرار عن طريق زيادة سرعة القطارات واختصار مساراتها وغير ذلك..
- السعة، للقطارات القدرة على نقل أعداد كبيرة من الركاب وأحجام كبيرة من البضائع لا تستطيع وسائل النقل الأخرى نقلها.
- الراحة، توفر القطارات للركاب المتعة والراحة وحرية أكبر في الحركة داخل العربات.
- حماية البيئة، حيث يعد القطار من أكفأ وسائل النقل استخداماً للطاقة. ففي حال نقل راكب واحد لمسافة كيلومتر واحد، تحتاج السيارة من ضعف إلى خمسة أضعاف الطاقة التي يستهلكها القطار، بينما يرتفع هذا المعدل إلى ما بين أربعة وثمانية أضعاف في حال الطائرة.
- تقليص ازدحام الطرق، إذ أن نقل الأعداد والأحجام التي ينقلها القطار يعني عدداً أقل من السيارات والشاحنات على الطرق، الأمر الذي يقلل الحوادث المحتملة، ويخفض معدلات التلوث، ويوفر الوقت.
- الجدوى الاقتصادية، إذ أن النقل بالقطارات، بناء على المزايا السابقة، يقلص تكاليف نقل الأفراد والمواد، ويقلل التكاليف المترتبة على صيانة الطرق.[7]

## مواقع المؤسسة
- الإدارة العامة في المنطقة الشرقية، الدمام، حي الطبيشي، الشارع الأول، شارع نجد وتعمل جميع المحطات على مدار 24 ساعة.
- محطات القطار على التوالي: فـرع المنطقة الوسطى محطة الرياض مخرج 16، حي الملز، طريق عمر بن الخطاب، شارع الأمير عبد العزيز بن عبد الله بن تركي.
- محطة الهفوف بالأحساء،  طريق الملك فهد، قرب مستشفى الأحساء.
- محطة بقيق،  شارع المنتزه للقادم من الدمام، شارع القطيف للقادم من الأحساء، قرب مدخل أرامكو السعودية الرئيس.
- محطة الدمام،  طريق الدمام – الخبر السريع، حي عبد الله فؤاد، غرب اسكان الدمام، شارع ابن سينا.[8]

## الشبكة الأساسية (الحالية)
تشغل المؤسسة شبكة خطوط حديدية يبلغ مجموع أطوالها حوالي 1418 كيلومتراً، تربط ميناء الملك عبد العزيز في الدمام ومدينة الدمام نفسها (على الساحل الشرقي للمملكة) بالعاصمة الرياض (وسط المملكة) مروراً بقيق والأحساء وحرض والتوضيحية والخرج. كما تتفرع من خطوط المؤسسة الرئيسة، خطوط فرعية تربط بعض المناطق الصناعية والزراعية والمواقع العسكرية بموانئ التصدير والمناطق السكانية.
وتشمل الخطوط التي تشغلها المؤسسة ما يلي:
- خط نقل الركاب: ويبلغ طوله 449 كيلومتراً، ويربط الرياض بالدمام مروراً بالأحساء وبقيق.
- خط شحن البضائع: ويبلغ طوله 569 كيلومتراً، ويبدأ من ميناء الملك عبد العزيز بالدمام لينتهي في الرياض، مروراً بالأحساء وبقيق والخرج وحرض والتوضيحية.
- الخطوط الفرعية: ويبلغ مجموع أطوالها 400 كيلومتراً، وهي تربط بعض مواقع الإنتاج الصناعي والزراعي وبعض المواقع العسكرية بموانئ التصدير وبعض المناطق السكنية.[9]

## مشاريع التوسعة المستقبلية
- مشروع قطار الحرمين السريع
- مشروع الجسر البري: يهدف هذا المشروع إلى ربط البحر الأحمر بالخليج العربي، ويخدم حركة نقل الحاويات سواءً المتجهة للأسواق المحلية أو المتجهة إلى أسواق دول الخليج، ويتكون من خطين: الأول يبدأ من ميناء جدة الإسلامي وينتهي في الرياض بطول 950 كلم. أما الخط الثاني فيربط مدينة الجبيل الصناعية التي تعد من أهم المراكز الصناعية بالمملكة والخليج- ببقية أجزاء الشبكة بطول 115 كلم.
- مشروع خط الشمال - الجنوب
- مشروع قطار دول مجلس التعاون: ومن المقرر أن يبدأ مسار الخط الحديدي الخليجي من مدينة الكويت مرورًا بمدينة الدمام بالمملكة العربية السعودية إلى مملكة البحرين عن طريق الجسر المقترح إنشاؤه موازياً لجسر الملك فهد، ومن مدينة الدمام إلى دولة قطر عن طريق منفذ سلوى الواقع ضمن محافظة الأحساء وكذلك سيربط دولة قطر مع مملكة البحرين عبر جسر قطر – البحرين المزمع إنشاؤه بينهما، ومن المملكة العربية السعودية مروراً بمنفذ البطحاء الواقع أيضاً في محافظة الأحساء إلى دولة الإمارات العربية المتحدة (أبوظبي – العين) ومن ثم إلى سلطنة عمان عبر صحار إلى مسقط، وتبلغ مجموع أطوال هذه الخطوط قرابة 2116 كلم فيما يبلغ طول الخط داخل الأراضي السعودية (663) كلم، وسيتم ربط مملكة البحرين بسكة حديد دول المجلس عن طريق الجسر البحري الذي سيربط ما بين دولة قطر ومملكة البحرين، ومع المملكة العربية السعودية عن طريق جسر بحري مقترح إنشاؤه موازياً لجسر الملك فهد على أن يتم دراسة المسار بشكل أكثر تفصيلاً.

ويبين الجدول التالي مجموع أطوال الخط الحديدي الخاص بقطار الخليج لكل دولة على حدى:
| الدولة   | المسافة التي يقطعها الخط الحديدي (كم) |
| -------- | ------------------------------------- |
| الكويت   | 145                                   |
| البحرين  | 36                                    |
| قطر      | 283                                   |
| عمان     | 306                                   |
| الإمارات | 684                                   |
| السعودية | 663                                   |

## وصلات خارجية
- الموقع الرسمي للمؤسسة
- أماكن محطات سكة الحديد على الخارطة
- موجز عن الخطة الإستراتيجية للتوسعة في الفترة من عام 2010حتى عام 2040 لربط مناطق المملكة